# عيونها (ألبوم)
عيونها هو الألبوم الغنائي الأول للفنان حميد الشاعري حيث صدر من إنتاج شركة سونار في 1983. شارك كل من محسن الشاعري، وحيد حمدي، محمد حمدي ومجدي الشاعري في غناء هذا الألبوم. كما قام فريق المزداوية بالتنفيذ الموسيقي للألبوم.

## محتويات الألبوم
| ألأغنيات              | ألكلمات        | ألألحان        | التوزيع الموسيقي |
| --------------------- | -------------- | -------------- | ---------------- |
| بنت بلادي             | الموسيقي الحرة | الموسيقي الحرة | حميد الشاعري     |
| مكتوب علينا           | مجدي خفاجة     | حميد الشاعري   | حميد الشاعري     |
| أم العيون             | مجدي خفاجة     | حميد الشاعري   | حميد الشاعري     |
| توعدني دوم            | فرج بوشيحة     | حميد الشاعري   | حميد الشاعري     |
| لا متقولش لا          | فهمي الشاعري   | حميد الشاعري   | حميد الشاعري     |
| عيونها                | مجدي خفاجة     | ناصر المزداوي  | حميد الشاعري     |
| سود انظاره            | مجدي خفاجة     | فلكلور ليبي    | حميد الشاعري     |
| بعد ما كان الحب يچينا | فرج بوشيحة     | حميد الشاعري   | حميد الشاعري     |
| إيش قلتم يا حساد      | مجدي خفاجة     | حميد الشاعري   | حميد الشاعري     |
| يكفيني نسمع صوتك      | فهمي الشاعري   | حميد الشاعري   | حميد الشاعري     |

## أعضاء الفريق
أعضاء الفريق تبعاً للألة الموسيقية هم :
| كيبورد      | باص جيتار | درامز         | اليكتريك جيتار | بركشن     | عود        |
| شريف فرنسيس | ماجد يحي  | إسماعيل الوحش | حميد الشاعري   | بهاء خليل | خليل مصطفي |

- هذا ويذكر أن اسم المزداوية نسبةً للمطرب والملحن الليبي ناصر المزداوي ومدينة مزده الليبية الجبلية جنوب غرب العاصمة طرابلس